# Arnis Mednis

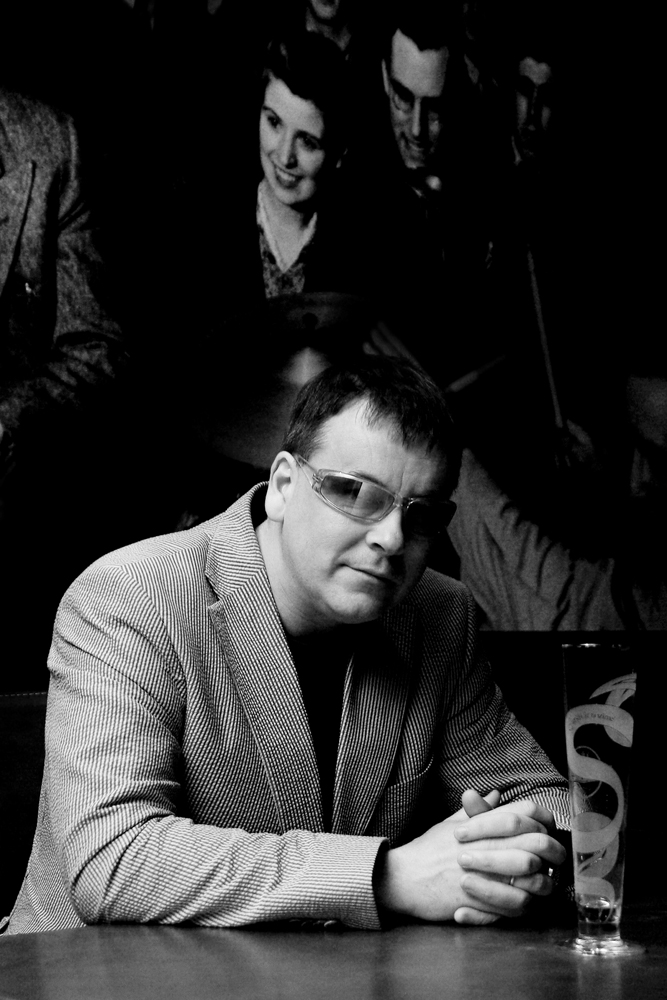
Arnis Mednis (2008)

Arnis Mednis (* 18. Oktober 1961 in Riga) ist ein lettischer Popsänger und Komponist.

## Leben und Wirken
Arnis Mednis wurde ab 1985 als Sänger der Popgruppe Odis in Lettland bekannt. Diese veröffentlichte drei Alben und vertonte 1991 den Kunstfilm Depresija.
Als Gewinner der lettischen Vorauswahl Eirodziesma (es war sein zweiter Versuch) durfte Mednis sein Land beim Eurovision Song Contest 2001 in Kopenhagen vertreten. Mit dem Popsong Too much landete er aber nur auf dem 18. Platz.
Weiterhin trat er auch als Jazzsänger und -pianist in Erscheinung. In Riga hatte er einige Jahre einen Jazzclub.